# News (musikgrupp)
News (ニュース, Nyūsu, ibland stavat NEWS eller NewS) är en japansk pojkgrupp grundad den 15 september 2003. Gruppen består av fyra medlemmar; Koyama Keiichiro, Masuda Takahisa, och Kato Shigeaki (ex-medlemmar är Tegoshi Yuya, Yamashita Tomohisa, Nishikido Ryo, Kusano Hironori, Uchi Hiroki och Moriuchi Takahiro). De är en del av idolagenturen Johnny's Jimusho. "NEWS" är en förkortning av "North", "East", "West" och "South" som symboliserar att medlemmarna kommer från olika delar av Japan.

## Historia
NEWS släppte sin första singel NEWS Nippon i september 2003, en låt som promotade Japan i The Women's Volleyball Championships. De hade då en nionde medlem, Moriuchi Takahiro, som hoppade av kort därefter. 
16 juli 2005 åkte Uchi Hiroki fast efter att som minderårig ha druckit alkohol. Han blev avstängd och lämnade NEWS med de kvarvarande sju medlemmarna. Bara ett halvår senare, den 31 januari 2006, blev även Kusano Hironori anklagad för ha druckit som minderårig, men gick ur gruppen frivilligt.
1 maj 2006, när NEWS var klara med sin konsert NEWS Spring Tour 2006, pausades gruppens alla vidare aktiviteter som ett led i alkoholskandalerna. De medlemmar som inte hade något med händelserna att göra fick fortsätta med sina soloaktiviteter eller andra projekt. Bland annat fick Yamashita Tomohisa en framgångsrik solokarriär med singeln Daite Senorita som blev en stor hit. Masuda Takahisa och Tegoshi Yuya skapade gruppen Tegomass, vilka även höll ett fanevent på Spy Bar i Stockholm den 15 november 2006 för att promota sin singel Miso Soup.
NEWS kom tillbaka 30 december 2006 med sex medlemmar och gjorde deras första uppträdande tillsammans som NEWS igen den 1 januari 2007 på Johnny's Concert Countdown 2007. Uchi Hiroki och Kusano Hironori hade också kommit tillbaka till Johnny's Entertainment men fick en ny status; "Trainee" (som är lägre än junior).
Inte långt efter kom deras första singel som sex medlemmar; Hoshi wo Mezashite, vilken släpptes den 21 mars 2007. Låten Hoshi wo Mezashite var även temalåten för filmen Happy Feet i Japan. Medlemmen Tegoshi Yuya var också den japanska rösten för "Mumble" i filmen.
Den 7 oktober 2011 meddelade medlemmarna Tomohisa Yamashita och Ryo Nishikido att de lämnar gruppen. Tomohisa gav anledningen att han ville arbeta med soloprojekt och Nishikido tyckte att hans arbete i både NEWS och Kanjani8 blev för mycket och att han endast fortsätter i en grupp, vilken blev Kanjani8.
NEWS är en av tre Johnny's-grupper som har nått förstaplatsen på Japans hitlista, Oricon, med alla sina singlar i ett sträck. Konserterna de håller är storslagna och färgstarka och de innehåller inte bara sång utan även dans och andra konster.

## Diskografi

### Album
- Touch (27 april 2005)
- Pacific (7 november 2007)
- Color (19 november 2008)
- LIVE (15 september 2010)
- NEWS (17 juli 2013)
- WHITE (25 februari 2015)
- QUARTETTO (9 mars 2016)
- NEVERLAND
- EPCOTIA
- WORLDISTA
- STORY
- Ongaku
- NEWS EXPO
- JAPANEWS

### Singlar
- NEWS Nippon #1 (NEWSニッポン) (7 november 2003)
- Kibou~Yell~ #1 (希望～Yell～) (12 maj 2004)
- Akaku Moyuru Taiyō #1 (紅く燃ゆる太陽) (11 augusti 2004)
- Cherish #1 (チェリッシュ) (16 mars 2005)
- TEPPEN #1 (13 juli 2005)
- Sayaendō / Hadashi no Cinderella Boy #1 (サヤエンドウ/裸足のシンデレラボーイ) (15 mars 2006)
- Hoshi wo Mezashite #1 (星をめざして) (21 mars 2007)
- weeeek #1 (7 november 2007)
- Taiyō no Namida #1 (太陽のナミダ) (27 februari 2008)
- SUMMER TIME #1 (8 maj 2008)
- Happy Birthday #1 (1 oktober 2008)
- Koi no ABO #1 (恋のABO Love's ABO) (29 april 2009)
- Sakura Girl #1 (31 mars 2010)
- Fighting man #1 (3 november 2010)
- Chankapana #1 (18 juli 2012)
- WORLD QUEST/Pokopon Pekōrya #1 (12 december 2012)
- ONE~for the win~ #1 (11 juni 2014)
- Kaguya #1 (7 januari 2015)
- Chumu Chumu #1 (24 juni 2015)
- Hikari no Shizuku/Touch #1 (20 januari 2016)
- Koi wo Shiranai Kimi e #1 (13 juli 2016)

## DVD
- NEWS Nippon 0304 (7 april  2004)
- Summary of Johnny's World (med KAT-TUN och Ya-Ya-Yah) (19 april 2005)
- Touch Limited Edition (27 april 2005)
- Hoshi wo Mezashite (星をめざして) Limited Edition (21 mars 2007)
- Never Ending Wonderful Story (8 augusti 2007)
- NEWS Concert Tour Pacific 2007-2008 THE FIRST TOKYO DOME CONCERT (13 augusti 2008)
- NEWS Live Diamond (4 november 2009)
- NEWS LIVE!LIVE!LIVE! DOME CONCERT 2010 (22 december 2010)
- NEWS LIVE TOUR 2012 ~Utsukushii Koi ni Suruyo~ (30 januari 2013)

## Andra aktiviteter

### Reklamkampanjer
- TBC Aesthetic Salon (エステティックサロンTBC)
- Lawson (2008 - 2010)
- Corsair (2008 - 2010)
- Russ-K